# Rüdesheimer Kaffee

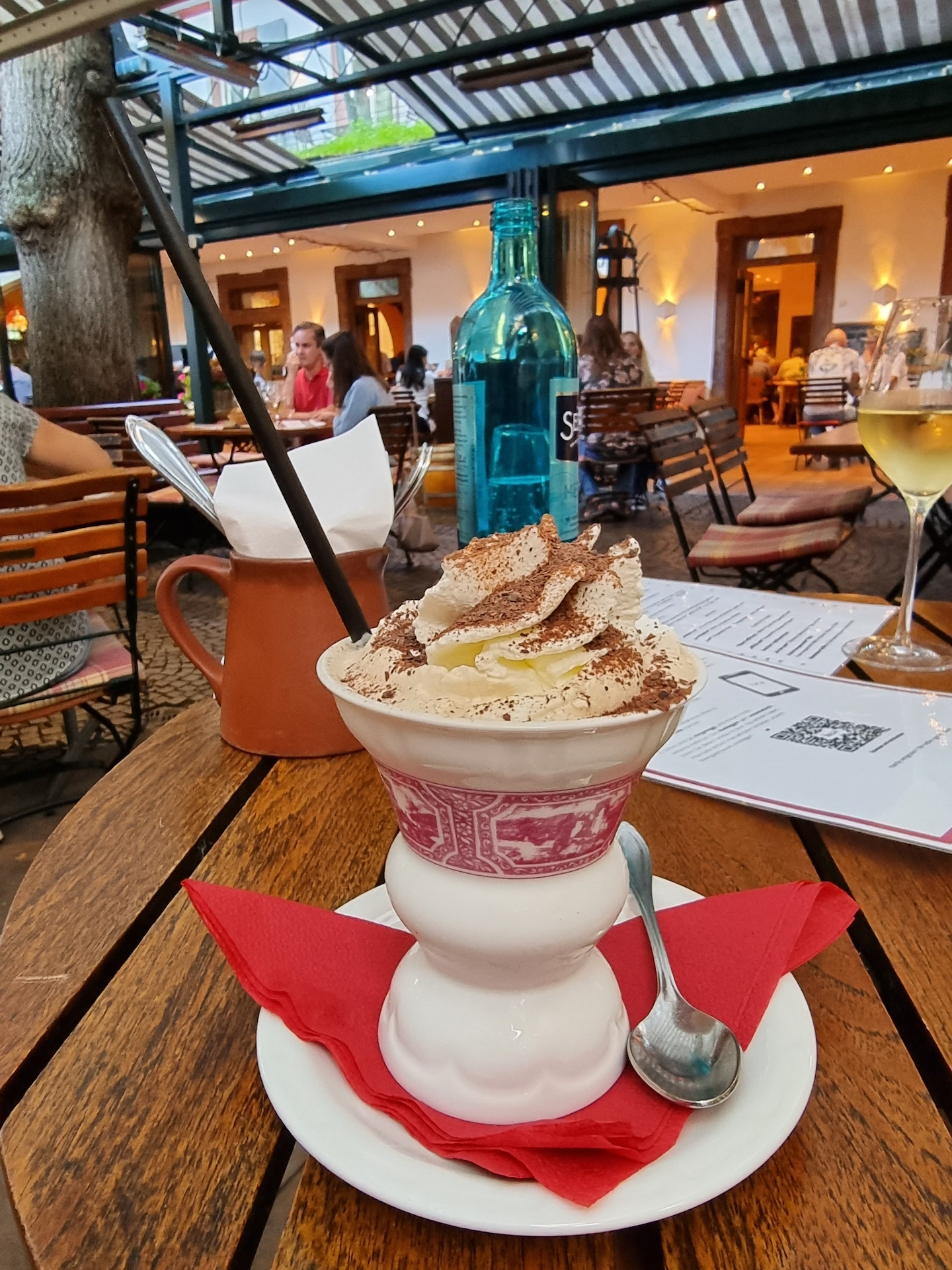
Rüdesheimer Kaffee

Rüdesheimer Kaffee ist eine 1957 von Hans Karl Adam für Asbach erfundene Kaffeespezialität aus Rüdesheim am Rhein.
Sie gilt als beliebtes Getränk in Kaffeehäusern.
In einem speziellen Gefäß, der Rüdesheimer Kaffeetasse, wird Asbach Uralt mit Würfelzucker erwärmt und flambiert. Anschließend wird starker Kaffee dazugegeben, mit einer Vanillezucker-Schlagsahnehaube bedeckt und mit darüber gestreuten Schokoladenstückchen serviert.